# GB News
，又稱，是英國的一家免費電視和廣播頻道。該頻道可通過Freeview、Freesat、英國天空、YouView、維珍媒體和網路觀看；其電台亦會透過數碼聲音廣播，提供同步廣播。
該頻道自2021年6月開始播出，是英國時隔超過30年第一個開播的電視新聞頻道。被視為立場偏袒右派，新聞牌照亦被歸類為「社論」。被發現多次違反英國通訊管理局的規例：截止2023年11月12日，該台仍面對14項涉及違反公正性廣播規則的調查案件，其中包括政客一般不得充當新聞報道員、記者或訪談者的規定。
值得注意的是，该频道會於英国时间每日05:59播放英国国歌。

## 外部連結
- 官方网站